# پژو ۸۰۷

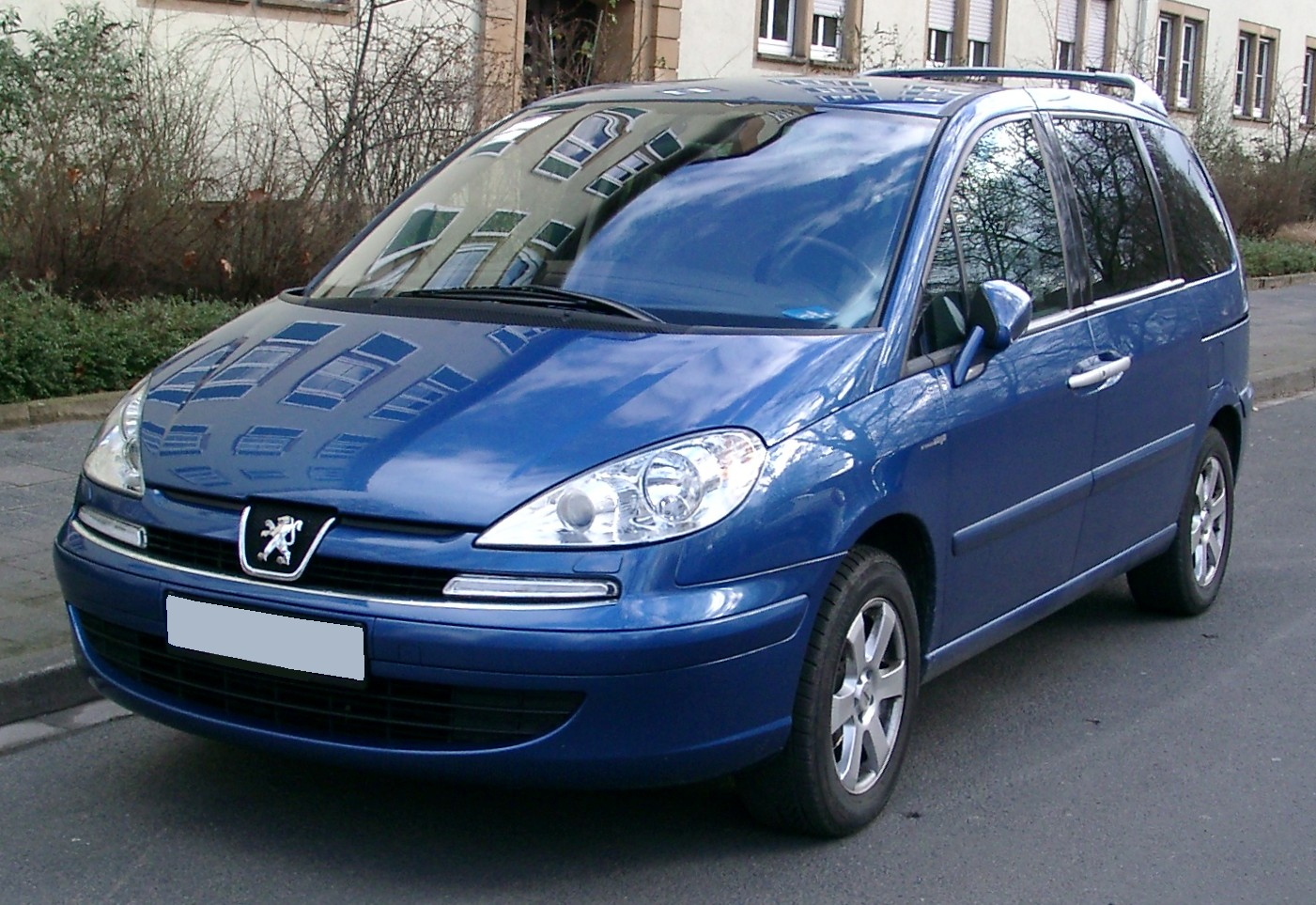
پژو ۸۰۷، نمای جلو

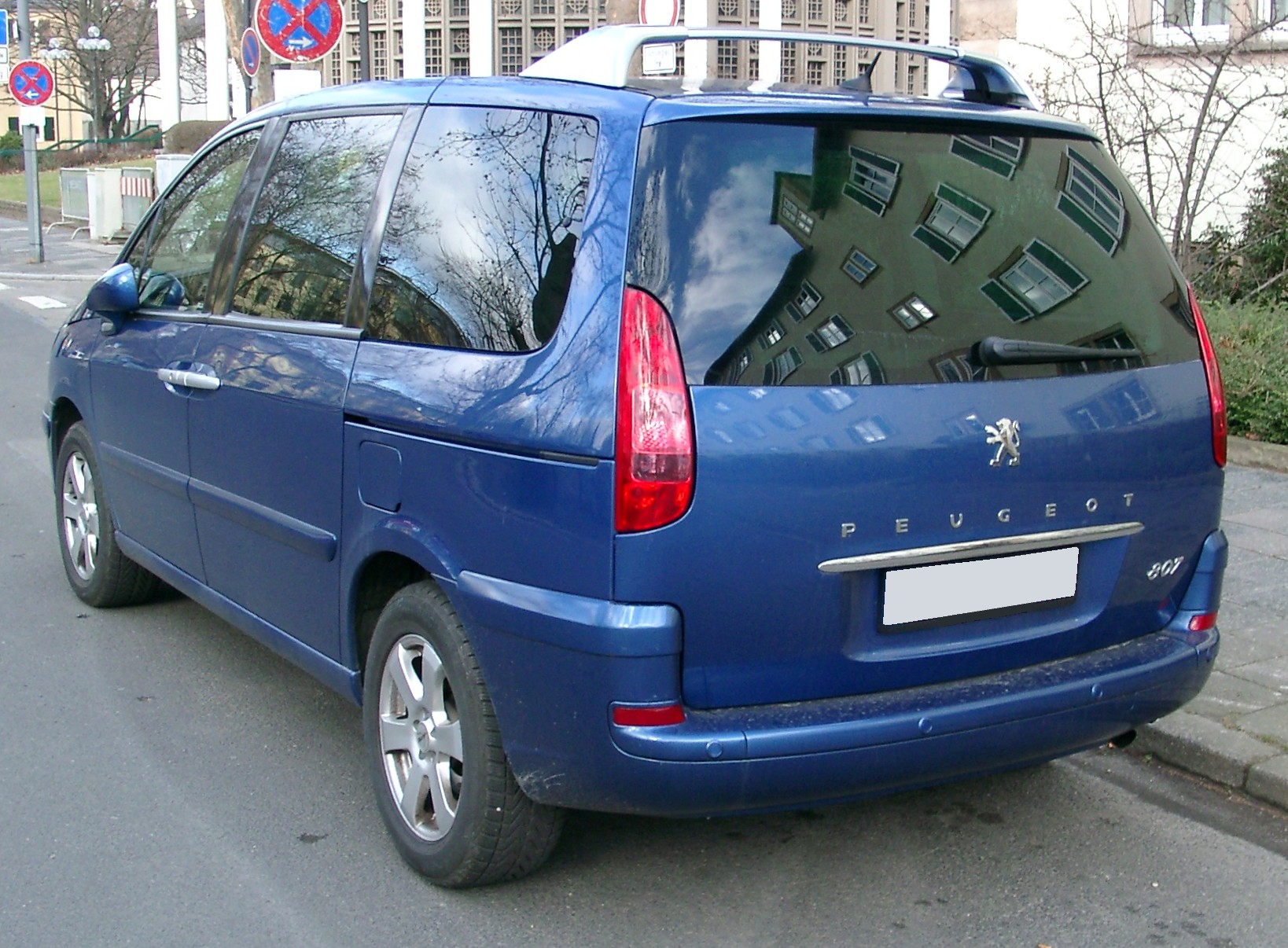
پژو ۸۰۷، نمای عقب

پژو ۸۰۷ (به انگلیسی: Peugeot 807) یک خودرو از کمپانی پژو است. این خودرو جانشین خودروی پژو ۸۰۶ می‌باشد و از پلت‌فرمی مشابه با سیتروئن سی۸ و فیات پلیس و لانچیا پادرا بهره می‌برد.

## موتورها
| نوع موتور                     | حجم موتور | قدرت موتور   |
| ----------------------------- | --------- | ------------ |
| ۲ لیتری ۱۶ سوپاپ              | ۱۹۹۸ سی‌سی | ۱۴۰ اسب بخار |
| ۲ لیتری توربو دیزل            | ۱۹۹۷ سی‌سی | ۱۳۶ اسب بخار |
| ۲٫۲ لیتری ۱۶ سوپاپ توربو دیزل | ۲۱۷۹ سی‌سی | ۱۷۰ اسب بخار |

## جدول تولید و فروش
| سال  | تولید | فروش   | توضیح                                  |
| ---- | ----- | ------ | -------------------------------------- |
| ۲۰۰۴ | ن/م   | 31,200 |                                        |
| ۲۰۰۵ | ن/م   | 27,500 |                                        |
| ۲۰۰۶ | ن/م   | 24,200 |                                        |
| ۲۰۰۷ | ن/م   | 21,100 |                                        |
| ۲۰۰۸ | ن/م   | 13,500 |                                        |
| ۲۰۰۹ | 6,200 | 7,100  |                                        |
| ۲۰۱۰ | 5,700 | 5,700  |                                        |
| ۲۰۱۱ | 6,376 | 6,345  | مجموع تولید ۸۰۷ به ۱۸۵۱۹۰ دستگاه رسید. |
| ۲۰۱۲ | 4,200 | 4,500  | مجموع تولید ۸۰۷ به ۱۸۹٬۴۰۰دستگاه رسید. |